# Fotyn z Sirmium
Fotyn z Sirmium (ur. 310, zm. 376) – biskup Sirmium, uczeń Marcelego z Ancyry. Był kilkakrotnie potępiany (w Antiochii 344, w Mediolanie 345, w Sirmium 347). Negował byt osobowy Chrystusa, nie rozróżniał Ojca i Syna, twierdził, że Chrystus był akceptowanym przez Boga „nadczłowiekiem”. Pisma Fotyna nie zachowały się.